# Seventh Tour of a Seventh Tour
7th Tour of a 7th Tour è stato un tour del gruppo musicale heavy metal Iron Maiden, in presentazione del loro album Seventh Son of a Seventh Son, uscito nel 1988.

## Notizie generali
Il tour ha avuto luogo nel 1988 ed ha coperto varie nazioni europee e del Nord America.
I gruppi di supporto sono stati: Kiss, W.A.S.P., Anthrax, Metallica, Megadeth, Guns N' Roses, David Lee Roth, L.A. Guns, Vinnie Vincent Invasion, Helloween (in Norvegia le Backstreet Girls suonarono al posto loro), Killer Dwarfs, Ossian, Trust, Great White e Ace Frehley's Comet.
Ascoltando molte registrazioni di questo tour, si nota come la voce di Bruce Dickinson già dalle prime date del tour, fosse molto stanca e debole (soprattutto in brani come Hallowed Be Thy Name, The Trooper e Run to the Hills).

## Date e tappe

### Charlotte and the Harlots World Tour (aprile - maggio 1988)
| Data       | Città                 | Luogo                         |
| ---------- | --------------------- | ----------------------------- |
| 28/04/1988 | Colonia, Germania     | Empire Club (Secret Concert)  |
| 29/04/1988 | Colonia, Germania     | Empire Club (Secret Concert)  |
| 08/05/1988 | New York, Stati Uniti | Club L'Amour (Secret Concert) |

### 7th Tour of a 7th Tour North America (Maggio - Agosto 1988)
| Data       | Città                                      | Luogo                             |
| ---------- | ------------------------------------------ | --------------------------------- |
| 13/05/1988 | Moncton, Nuovo Brunswick, Canada           | Moncton Coliseum                  |
| 14/05/1988 | Halifax, Nuova Scozia, Canada              | Halifax Metro Centre              |
| 16/05/1988 | Québec, Québec, Canada                     | Colisée Pepsi                     |
| 17/05/1988 | Montréal, Québec, Canada                   | Montreal Forum                    |
| 18/05/1988 | Ottawa, Ontario, Canada                    | Ottawa Civic Centre               |
| 20/05/1988 | Toronto, Ontario, Canada                   | C.N.E. Band Shell                 |
| 23/05/1988 | Winnipeg, Manitoba, Canada                 | Winnipeg Arena                    |
| 25/05/1988 | Edmonton, Alberta, Canada                  | Northlands Coliseum               |
| 27/05/1988 | Calgary, Alberta, Canada                   | Olympic Saddledome                |
| 30/05/1988 | Vancouver, Columbia Britannica, Canada     | Pacific Coliseum                  |
| 31/05/1988 | Spokane (Washington), Stati Uniti          | Spokane Coliseum                  |
| 01/06/1988 | Seattle (Washington), Stati Uniti          | Seattle Center Arena              |
| 03/06/1988 | Salt Lake City, Utah, Stati Uniti          | Salt Palace                       |
| 05/06/1988 | Mountain View (California), Stati Uniti    | Shoreline Amphitheatre            |
| 06/06/1988 | Sacramento (California), Stati Uniti       | Cal Expo Amphitheater             |
| 08/06/1988 | Laguna Hills (California), Stati Uniti     | Irvine Meadows Amphitheatre       |
| 09/06/1988 | Laguna Hills (California), Stati Uniti     | Irvine Meadows Amphitheatre       |
| 10/06/1988 | San Diego (California), Stati Uniti        | Sports Arena                      |
| 12/06/1988 | Inglewood (California), Stati Uniti        | The Forum                         |
| 13/06/1988 | Phoenix, Stati Uniti                       | Compton Terrace                   |
| 14/06/1988 | Albuquerque (Nuovo Messico), Stati Uniti   | Tingley Coliseum                  |
| 15/06/1988 | Denver (Colorado), Stati Uniti             | McNichols Sports Arena            |
| 17/06/1988 | Saint Louis (Missouri), Stati Uniti        | Kiel Auditorium                   |
| 18/06/1988 | Kansas City, Stati Uniti                   | Kemper Arena                      |
| 19/06/1988 | Omaha (Nebraska), Stati Uniti              | Omaha Civic Auditorium            |
| 21/06/1988 | Bloomington (Minnesota), Stati Uniti       | Metro Center                      |
| 22/06/1988 | Cedar Rapids (Iowa), Stati Uniti           | Five Seasons Center               |
| 23/06/1988 | Chicago (Illinois), Stati Uniti            | Allstate Arena                    |
| 25/06/1988 | East Troy (Wisconsin), Stati Uniti         | Alpine Valley Music Theatre       |
| 27/06/1988 | Indianapolis (Indiana), Stati Uniti        | Market Square Arena               |
| 28/06/1988 | Columbus (Ohio), Stati Uniti               | Ohio Center                       |
| 29/06/1988 | Cincinnati (Ohio), Stati Uniti             | Cincinnati Gardens                |
| 01/07/1988 | Saginaw (Michigan), Stati Uniti            | Dow Event Center                  |
| 02/07/1988 | Detroit (Michigan), Stati Uniti            | Joe Louis Arena                   |
| 03/07/1988 | Cleveland (Ohio), Stati Uniti              | Coliseum at Richfield             |
| 05/07/1988 | Pittsburgh, Stati Uniti                    | Civic Arena                       |
| 06/07/1988 | Poughkeepsie (New York), Stati Uniti       | Mid-Hudson Civic Center           |
| 08/07/1988 | East Rutherford (New Jersey), Stati Uniti  | Byrne Arena                       |
| 10/07/1988 | Allentown (Pennsylvania), Stati Uniti      | Frank Stabler Arena (Cancellata)  |
| 13/07/1988 | New Haven (Connecticut), Stati Uniti       | New Haven Coliseum                |
| 15/07/1988 | Uniondale (New York), Stati Uniti          | Nassau Veterans Memorial Coliseum |
| 16/07/1988 | Troy (New York), Stati Uniti               | RPI Fieldhouse                    |
| 17/07/1988 | Worcester (Massachusetts), Stati Uniti     | Centrum                           |
| 19/07/1988 | Portland (Maine), Stati Uniti              | Cumberland County Civic Center    |
| 20/07/1988 | Providence (Rhode Island), Stati Uniti     | Civic Center                      |
| 22/07/1988 | Filadelfia, Stati Uniti                    | Spectrum                          |
| 24/07/1988 | Landover (Maryland), Stati Uniti           | Capitol Center (Cancellata)       |
| 26/07/1988 | Atlanta (Georgia), Stati Uniti             | Fox Theater (Cancellata)          |
| 27/07/1988 | Atlanta (Georgia), Stati Uniti             | Fox Theater                       |
| 29/07/1988 | Fort Worth (Texas), Stati Uniti            | Tarrant County                    |
| 30/07/1988 | Austin (Texas), Stati Uniti                | Frank Erwin Center                |
| 31/07/1988 | Houston (Texas), Stati Uniti               | Summit                            |
| 02/08/1988 | New Orleans (Louisiana), Stati Uniti       | Lakefront Arena                   |
| 04/08/1988 | Daytona Beach (Florida), Stati Uniti       | Ocean Center                      |
| 05/08/1988 | Hollywood (Florida), Stati Uniti           | Hollywood Sportatorium            |
| 06/08/1988 | Tampa (Florida), Stati Uniti               | Sundome                           |
| 07/08/1988 | Landover (Maryland), Stati Uniti           | Capitol Centre                    |
| 08/08/1988 | Columbia (Carolina del Sud), Stati Uniti   | Carolina Coliseum                 |
| 09/08/1988 | Charlotte (Carolina del Nord), Stati Uniti | Charlotte Coliseum                |
| 10/08/1988 | Hampton (Virginia), Stati Uniti            | Hampton Coliseum                  |

### Charlotte and the Harlots World Tour (agosto 1988)
| Data       | Città               | Luogo                                 |
| ---------- | ------------------- | ------------------------------------- |
| 17/08/1988 | Londra, Inghilterra | Queen Mary's College (Secret Concert) |

### 7th Tour of a 7th Tour Europe (agosto - ottobre 1988)
| Data       | Città                         | Luogo                            |
| ---------- | ----------------------------- | -------------------------------- |
| 20/08/1988 | Castle Donington, Inghilterra | Monsters of Rock                 |
| 25/08/1988 | Praga, Cecoslovacchia         | Sparta FC Stadium (Cancellata)   |
| 27/08/1988 | Schweinfurt, Germania         | Maimarkt-Gelände                 |
| 28/08/1988 | Bochum, Germania              | Ruhrland Stadion                 |
| 31/08/1988 | Budapest, Ungheria            | Stadion Hidegkuti Nándor         |
| 02/09/1988 | Innsbruck, Austria            | Isstadion                        |
| 04/09/1988 | Tilburg, Paesi Bassi          | Sportpark Wilhelm II             |
| 08/09/1988 | Losanna, Svizzera             | Palais de Beaulieu               |
| 10/09/1988 | Modena, Italia                | Arena Festa Nazionale dell'Unità |
| 13/09/1988 | Atene, Grecia                 | AEK Stadium                      |
| 17/09/1988 | Pamplona, Spagna              | Plaza de toros                   |
| 18/09/1988 | Madrid, Spagna                | Casa Campo                       |
| 20/09/1988 | Cascais, Portogallo           | Pavilion                         |
| 22/09/1988 | Barcellona, Spagna            | Plaza de toros                   |
| 24/09/1988 | Parigi, Francia               | Palais Omnisports de Paris-Bercy |
| 25/09/1988 | Parigi, Francia               | Palais Omnisports de Paris-Bercy |
| 26/09/1988 | Bruxelles, Belgio             | Forest National                  |
| 28/09/1988 | 's-Hertogenbosch, Paesi Bassi | K.B. Hallen                      |
| 30/09/1988 | Stoccolma, Svezia             | Isstadion                        |
| 01/10/1988 | Göteborg, Svezia              | Scandinavium                     |
| 03/10/1988 | Helsinki, Finlandia           | Icehall                          |
| 05/10/1988 | Drammen, Norvegia             | Drammenshalle                    |

### 7th Tour of a 7th Tour UK (Novembre - Dicembre 1988)
| Data       | Città                    | Luogo                |
| ---------- | ------------------------ | -------------------- |
| 18/11/1988 | Newport, Galles          | Newport Centre       |
| 20/11/1988 | Edimburgo, Scozia        | Edinburgh Playhouse  |
| 21/11/1988 | Edimburgo, Scozia        | Edinburgh Playhouse  |
| 22/11/1988 | Edimburgo, Scozia        | Edinburgh Playhouse  |
| 24/11/1988 | Whitley Bay, Inghilterra | Whitley Bay Ice Rink |
| 25/11/1988 | Whitley Bay, Inghilterra | Whitley Bay Ice Rink |
| 27/11/1988 | Birmingham, Inghilterra  | NEC Arena            |
| 28/11/1988 | Birmingham, Inghilterra  | NEC Arena            |
| 30/11/1988 | Manchester, Inghilterra  | Manchester Apollo    |
| 01/12/1988 | Manchester, Inghilterra  | Manchester Apollo    |
| 04/12/1988 | Sheffield, Inghilterra   | Sheffield City Hall  |
| 06/12/1988 | Londra, Inghilterra      | Hammersmith Odeon    |
| 07/12/1988 | Londra, Inghilterra      | Hammersmith Odeon    |
| 10/12/1988 | Londra, Inghilterra      | Wembley Arena        |
| 11/12/1988 | Londra, Inghilterra      | Wembley Arena        |
| 12/12/1988 | Londra, Inghilterra      | Hammersmith Odeon    |

## Tracce
1. Moonchild
2. The Evil That Men Do
3. The Prisoner
4. Infinite Dreams
5. The Trooper
6. Can I Play with Madness
7. Heaven Can Wait
8. Wasted Years
9. The Clairvoyant
10. Seventh Son of a Seventh Son
11. The Number of the Beast
12. Hallowed Be Thy Name
13. Iron Maiden
14. Run to the Hills
15. Running Free
16. Sanctuary

Tracce suonate solo in qualche tappa:
1. Wrathchild
2. Still Life
3. Die With Your Boots On
4. Killers
5. 22, Acacia Avenue
6. 2 Minutes to Midnight

## Formazione
Gruppo
- Bruce Dickinson – voce
- Dave Murray – chitarra
- Adrian Smith – chitarra, cori
- Steve Harris – basso, cori
- Nicko McBrain – batteria

Altri musicisti
- Michael Kenney – tastiere